# Камов Ка-25
Камов Ка 25 (НАТО класификација ) је совјетски морнарички против подморнички хеликоптер. 

## Пројектовање и развој
Камов Ка 25 је настао као резултат спецификације Совјетске ратне морнарице за конструкцију новог модерног противподморничког хеликоптера који би био базиран на њеним бродовима. Према овим спецификацијама конструкторски тим Камов којим је руководио главни пројектант Николај Иљича Камов, пројектовао је хеликоптер Ка 20 који је први пут полетео 1960. године. Руској јавности је представљен на аеро-митингу одржаном поводом Дана Совјетске Авијације на аеродрому Тушино и том приликом је био опремљен двема макетама ракета ваздух-земља. Ка 20 је представљао основу за производњу Ка 25. Између 1966. и 1975. године испоручено је око 450 комада Ка 25 који су у оперативној употреби заменили хеликоптере Ми 4.

### Технички опис
Најистакнутија карактеристика Ка 25 су два коаксијална ротора која се обрћу у супротним смеровима. Ово решење је временом постало заштитни знак пројектантског бироа Камов. Овакав распоред ротора учинио је репни ротор непотребним (репни ротор служи за компензацију реактивног момента главног ротора и за управљање хеликоптером по правцу) и омогућио смањење димензија хеликоптера што је веома важно за летелице које оперишу у скученим условима на ратним бродовима.
Труп летелице је представљао једну целину, која се састојала од кабине и репа. Носећа конструкција хеликоптера је била метална, направљена од уздужних носача и попречних ребара, обложена оплатом од алуминијумског лима. Хеликоптер су покретале две гасне турбине Глушенков које су се налазиле у посебним гондолама изнад кабине. Трансмисија се састојала од четворостепеног планетарног редуктора који је смањивао  број обртаја турбине и преносили потребну снагу на два ротора.
Нападне ивице ротора су биле покривене гумом испод које су се налазили електрични грејачи који су спречавали њено залеђивање. Како се радило о морнаричком хеликоптеру,  кракови ротора су могли да се склопе због уштеде простора, а ова операција  је могла бити обављена ручно, или помоћу електричног мотора.

### Варијанте хеликоптера
Овај успешан хеликоптер је наишао на широку примену у морнарици, тако да је направљено преко 20 варинати од: стандардног протиподморничког хеликоптера, носача далекометних против бродских ракета, торпедни, спасилачки, електронско извиђање, миноловац итд. до носача атомских дубинских бомби.

## Оперативно коришћење
Ка 25 је опремљен претраживачким радаром који је смештен испод носа летелице, МАД-ом (детектором магнетних аномалија) смештеним на трупу или репу, потапајућим сонаром и различитим сензорима који олакшавају лоцирање противничких подморница. Камов Ка 25 је дуго времена био основни противподморнички хеликоптер Руске ратне морнарице. На носачима авиона класе Кијев било је смештено по 27 летелица, на носачима хеликоптера Москва и Лењинград било је по 18 летелица, а на ратним бродовима класе Киров по 5 летелица. Не налази се више у оперативној употреби.
Ови хеликоптери су продати још у пет земаља: Бугарској, Сирији, Индији, Вијетнаму и Југославији. Након распада СССР-а хеликоптери Камов Ка 25 су остаи у Русији и Украјини.

### Коришћење у Југославији
Југославија је почетком 1974. године купила 6 хеликоптера Камов КА 25 за против подморничку борбу. Почетком године група пилота је отишла у СССР на обуку а после обуке су лоцирани у поморску базу у Дивуљама. При крају године 22. новембра 1974. пристигле су летелице и формирана је противподморничка ескадрила. Задатак ових хеликоптера је био:
1. протиподморничка борба,
2. осматрање акваторија и навођење ударних поморских снага на противника и
3. обука подморничара у избегавању противничкин противподморничких летелица.

Ови хеликоптери су били у служби пуних 20 година када су расходовани, док је један примерак сачуван као музејски експонат.

## Корисници
- Индија
- Совјетски Савез
- Сирија
- Украјина
- Вијетнам
- Југославија
- Бугарска
- Русија

## Сачувани примерак
Један примерак хеликоптера Камов Ка 25ПЛ се налази у изложбеној поставци музеја ваздухопловства на аеродрому "Никола Тесла" у Београду.